# 北見潟政義
北見潟 政義（きたみがた まさよし、1916年10月26日 - 没年不明）は、北海道網走郡美幌町出身で錦島部屋に所属した元大相撲力士。本名は荒木 政義（あらき まさよし）。最高位は東十両15枚目。得意技は捻り、内掛け。

## 経歴
錦島部屋に入門し、1935年1月初土俵を踏む。1942年1月十両に昇進。この場所6勝9敗と負け越し、翌場所幕下に落ちる。
1場所で十両に復帰したが、この場所も6勝9敗に終わり幕下に逆戻りした。1944年5月で廃業した。

## 主な戦績
- 通算成績：85勝79敗4休 勝率.518
- 十両成績：12勝18敗 勝率.400
- 現役在位：19場所
- 十両在位：2場所
- 各段優勝
  - 序ノ口優勝：1回（1935年5月場所）

### 場所別成績
| 1935年 （昭和10年） | （前相撲）        | 西序ノ口8枚目 優勝 5–1  |
| 1936年 （昭和11年） | 東序二段5枚目 5–1 | 東三段目13枚目 5–1      |
| 1937年 （昭和12年） | 西幕下23枚目 5–6  | 西幕下29枚目 7–6        |
| 1938年 （昭和13年） | 東幕下18枚目 8–5  | 西幕下5枚目 3–4         |
| 1939年 （昭和14年） | 西幕下9枚目 3–4   | 西幕下16枚目 4–4        |
| 1940年 （昭和15年） | 東幕下16枚目 5–3  | 東幕下4枚目 3–5         |
| 1941年 （昭和16年） | 西幕下16枚目 5–3  | 西幕下6枚目 5–3         |
| 1942年 （昭和17年） | 東十両15枚目 6–9  | 西幕下筆頭 4–4          |
| 1943年 （昭和18年） | 西十両15枚目 6–9  | 西幕下5枚目 2–2–4       |
| 1944年 （昭和19年） | 東幕下9枚目 3–5   | 西幕下17枚目 引退 1–4–0 |
| 各欄の数字は、「勝ち-負け-休場」を示す。 優勝 引退 休場 十両 幕下 三賞：敢=敢闘賞、殊=殊勲賞、技=技能賞 その他：★=金星 番付階級：幕内 - 十両 - 幕下 - 三段目 - 序二段 - 序ノ口 幕内序列：横綱 - 大関 - 関脇 - 小結 - 前頭（「#数字」は各位内の序列） |                   |                         |

## 改名歴
- 北見潟 政義（きたみがた まさよし）1935年1月場所 - 1944年5月場所